# Рендзіни (Лодзинське воєводство)
Рендзіни (пол. Rędziny) — село в Польщі, у гміні Житно Радомщанського повіту Лодзинського воєводства.
Населення — 173 особи (2011).
У 1975—1998 роках село належало до Ченстоховського воєводства.

## Демографія
Демографічна структура станом на 31 березня 2011 року:
|          | Загалом | Допрацездатний вік | Працездатний вік | Постпрацездатний вік |
| -------- | ------- | ------------------ | ---------------- | -------------------- |
| Чоловіки | 80      | 13                 | 58               | 9                    |
| Жінки    | 93      | 25                 | 44               | 24                   |
| Разом    | 173     | 38                 | 102              | 33                   |